# ハイフォン駅
ハイフォン駅(ベトナム語：Ga Hải Phòng / 𥩤海防?)はベトナムのハイフォンにあるベトナム鉄道ハノイ・ハイフォン線の駅である。フランス植民地時代の1902年に、フランスの技術による狭軌型の路線として開通した。

## 隣の駅
ベトナム鉄道
ハノイ・ハイフォン線
トゥオンリー駅 - ハイフォン駅